# László Trunkó
László Trunkó (* 8. Mai 1935 in Szolnok; † 6. März 2022 in Pfinztal) war ein ungarisch-deutscher Geologe und Paläontologe.

## Leben
Trunkó studierte nach dem Abitur in Budapest 1953 Geologie an der Eötvös-Loránd-Universität und nach der Flucht 1956 im Rahmen des Ungarn-Aufstands an der Universität Göttingen mit dem Diplom 1960 und der Promotion 1961. Von 1965 bis zur Pensionierung 1997 war er Konservator am Staatlichen Museum für Naturkunde Karlsruhe. Von 1972 bis 1997 leitete er dort die Geologisch-Mineralogische Abteilung. Anschließend war er noch ehrenamtlich für das Museum tätig. 1969 habilitierte er sich in Karlsruhe und wurde 1978 außerplanmäßiger Professor.

## Schriften
- mit Ksenija Grossheide: Die Foraminiferen des Doberges bei Bünde und von Astrup : mit Beiträgen zur Geologie dieser Profile (Oligozän, NW-Deutschland), Geologisches Jahrbuch, Beihefte 1965
- Geologie von Ungarn, Borntraeger 1969
- Geology of Hungary, Borntraeger 1996
- Karlsruhe und Umgebung. Nördlicher Schwarzwald, südlicher Kraichgau, Rheinebene, Ostrand des Pfälzer Waldes und der Nordvogesen. Borntraeger, Sammlung Geologischer Führer 78, 1984
- Ungarn: Bergland um Budapest, Balaton-Oberland, Südbakony, unter Mitarbeit von Pál Müller, Borntraeger, Sammlung Geologischer Führer 91, 2000

Er übersetzt aus dem Ungarischen, z. B. gab er die deutsche Ausgabe von Jozsef Palfy Katastrophen der Erdgeschichte: globales Artensterben ?, Schweizerbart 2005, heraus und die deutsche Fassung des Geologischer Atlas von Ungarn  2010.